# 卡佩萊訥河
47°37′49.2″N 11°1′17.4″E / 47.630333°N 11.021500°E

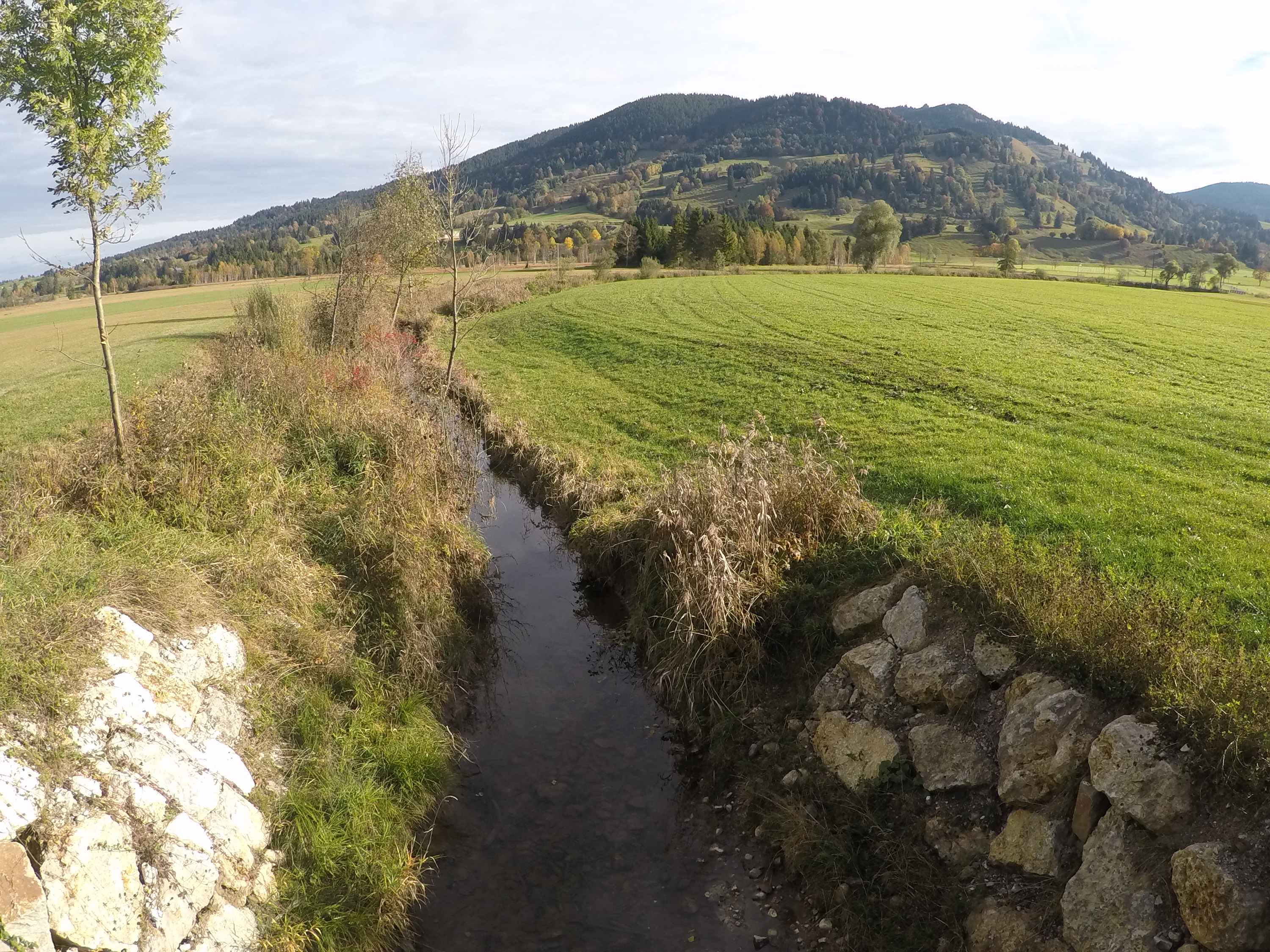

卡佩萊訥河（德語：Kappellaine），是德國的河流，位於該國東南部，由巴伐利亞負責管轄，屬於安珀河的右支流，河道全長4.2公里，發源自阿默高山脈的赫恩勒山。